# 大きな機関車ゴードン
『大きな機関車ゴードン（汽車のえほん8）』（おおきなきかんしゃゴードン きしゃのえほん8）（原題 Gordon the Big Engine）は、低学年の児童向け絵本シリーズ「汽車のえほん」の第8巻である。

## 概要
1953年にイギリスで発行されたウィルバート・オードリー牧師執筆による汽車のえほんシリーズの第8巻。4話の短編作品を収録した低学年の児童向け絵本。挿絵はレジナルド・ダルビーが担当。ポプラ社から1974年4月に日本語訳が出版されていたが、2004年頃一旦絶版。2005年に新装改訂版が出版された。更に2010年12月にミニ新装版が発売された。

## 成立の過程と作品背景
1945年から、ほぼ毎年に1巻ずつ続巻してきた本シリーズの第8巻。初版出版時の1953年には、6月2日にエリザベス2世の戴冠式が行われており、「ペンキとおめし列車」はこれを反映したエピソードである。

## 収録作品
- ゴードンのだっせん(Off the Rails)
- おち葉(Leaves)
- トーマスのちんぼつ(Down the Mine)
- ペンキとおめし列車(Paint Pots and Queens)

## 登場機関車
テレビシリーズの機関車紹介と重複する解説は省略、本巻の内容で特筆すべきものを紹介。
- ゴードン - 臨時列車(貨車)牽引の仕事を嫌がった事で転車台近くの沼地にはまってしまうが、これは1952年8月12日に起こった事の新聞記事が元ネタである。
- ヘンリー - 「ペンキとおめし列車」の最初の挿絵で、機関庫の柱が邪魔になってヘンリーが出られなくなっているミスがある。
- ジェームス - 前輪の数は2つなのが正しいが、「ペンキとおめし列車」の最初の挿絵では4つになっていて、前輪の数が2つ多い。また、「ゴードンのだっせん」の最後の挿絵では、ゴードン、ヘンリーと共に真横からの姿が描かれているが、ダルビーは煙室扉の顔をテレビシリーズのような立体的な物ではなく平面的に捉えたためか、顔が無い。
- トーマス - 鉱山の穴に落下してしまうが、これは1892年にファーネス鉄道で起こった事故が元。本巻では浅めの穴だが、実際は深さ200メートル並みの炭鉱の穴に落ちた。
- エドワード - 1話と4話に登場

- パーシー - 4話の最後の挿絵にだけ登場
- トビー - 4話の最後の挿絵にだけ登場